# Piotr Bobras
Piotr Bobras (nascut el 9 de setembre de 1977) és un jugador d'escacs polonès, que té el títol de Gran Mestre des de 2005.

## Resultats destacats en competició
El 1994 i el 1995 Piotr Bobras va guanyar medalles de bronze al Campionat d'escacs juvenil de Polònia, Sub-18. El 1996 va debutar a la final del Campionat de Polònia d'escacs on va ocupar el 14è lloc. El 2005 i el 2006 va aconseguir el millor resultat al Campionat d'Escacs de Polònia - 4t lloc. El 2004 Bobras va compartir el primer lloc al torneig Open de Bad Wiessee amb una puntuació de 7 punts i mig de 9 partides. Piotr Bobras també ha competit amb èxit en diversos campionats polonesos d'escacs per equips (or per equips el 2008, 2010, 2013).
Piotr Bobras va jugar representant Polònia al Campionat d'Europa per equips d'escacs:
- El 2005, al quart tauler al 15è Campionat d'Europa d'escacs per equips a Göteborg (+2, =3, -1).

## Vida personal
Piotr Bobras es va graduar en informàtica a la Universitat Tècnica de Białystok.